# روهرباخ (وایمارر لاند)
روهرباخ (به آلمانی: Rohrbach) یک شهر در آلمان است که در وایمارر لاند واقع شده‌است. روهرباخ ۲۱۲ نفر جمعیت دارد.